# Enugu (cidade)
Enugu,  Énugwú é a capital estadual do estado de Enugu, na Nigéria. Tem uma população de 688.862 habitantes (estimativa de 2007). A população de Enugu pertence maioritariamente ao grupo étnico dos ibos, o qual é um dos três maiores grupos étnicos na Nigéria. O nome Enugu provém das palavras em ibo enu e Ugwu, ou "topo da colina." O slogan da cidade é Perpetual Apex Pride.

## História e política
Enugu era originalmente a capital da Região Este aquando a independência da Nigéria em 1960. A 27 de Maio de 1967, o governo nigeriano dividiu as suas três regiões em 12 estados. A Região Este foi partida e Enugu tornou-se a capital do Estado Central Este. A 30 de Maio de 1967, foi declarada como a primeira capital da pouco duradoura nação da República do Biafra. A 28 de Setembro de 1967, quando Enugu foi capturada pelas tropas nigerianas, a capital biafrense foi deslocada para Umuahia.
No final da Guerra Civil Nigeriana em 1970, Enugu voltou a ser de novo a capital do Estado Central Este. A 3 de Fevereiro de 1976, o Estado Central Este foi partido nos dois novos estados de Imo e Anambra. Enugu tornou-se assim a capital do estado de Anambra.
Em 1991, a ditatura militar de Ibrahim Babangida dividiu o antigo estado de Anambra em dois novos estados, o de Enugu e um de Anambra mais reduzido. Enugu manteve-se como capital do recém-criado estado de Enugu, enquanto Awka foi nomeada como capital do novo estado de Anambra.
O principal povo indígena da cidade são os Ogui Nike que vivem nas àreas que rodeiam o Hotel Presidential e as àreas de Obiagu e Ama-Ibo, tal como as de Ihewuzi e Onu-Asata. Outros grupos incluem os awkunanaws,que vivem principalmente nas àreas de Achara Layout e Uwani; os Enugwu Ngwo, que vivem no topo da colina com as suas terras agrícolas que se espalham pelo vale.

## Transporte
Enugu localiza-se na principal linha de caminho-de-ferro do Porto Harcourt. O principal aeroporto no estado é o Aeroporto Internacional Akanu Ibiam. Os meios de transporte mais comums são o táxi, os autocarros e mais recentemente os okada, que são motas.

## Agricultura

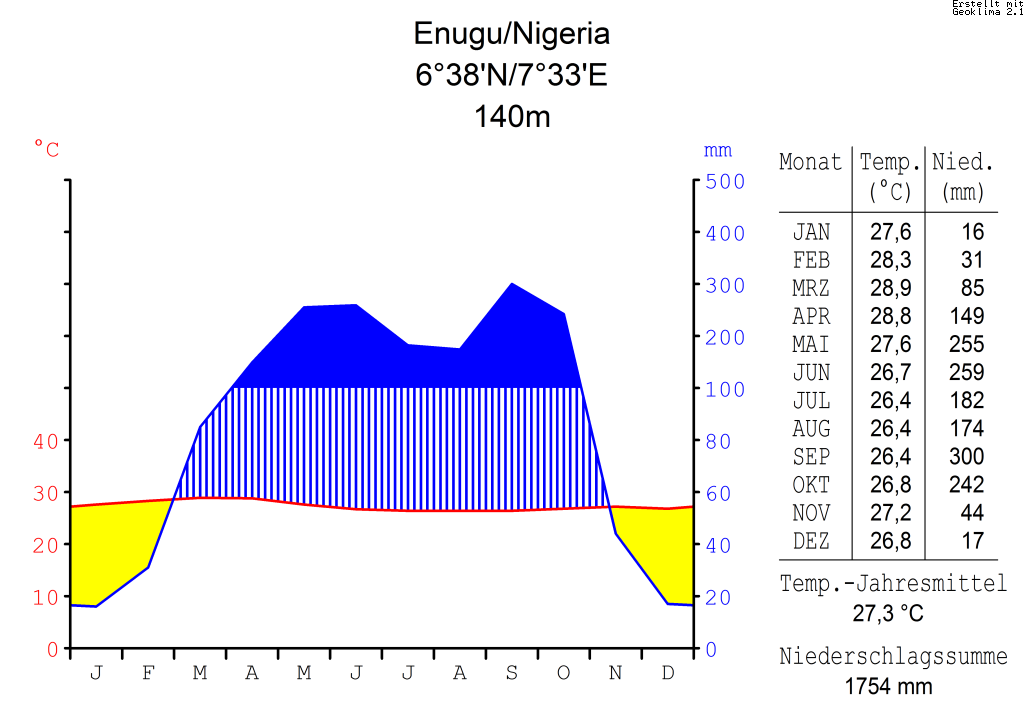
Diagrama climático da Nigéria especificamente da região de Enugu Fonte:Geoclima (2006)

A antiga Região Este foi no passado conhecida por produzir metade da produção mundial de óleo-de-palmeira. Desde a Guerra do Biafra, a produção declinou fortemente, principalmente devido aos danos presentes nas plantações e equipamentos de processo, ou mesmo à sua destruição. A produção de outras colheitas igualmente importantes como o cacau, caju, arroz, mandioca e inhame também decaiu após a guerra civil e os seguintes anos do boom petrolífero. Consequentemente, a atual área do Estado de Enugu, que foi no passado auto-suficiente e exportadora líquida em produtos agrícolas, precisa agora de importar alimentos.

## Cuidados médicos
Em Enugu, os serviços médicos de saúde podem ser obtidos no ESUT (Enugu State University of Science and Technology) Teaching Hospital, no UNTH (University of Nigeria, Enugu, Teaching Hospital), no Park Lane General Hospital, no P.M.C. (Peenok Medical Center), nas Hansa Clinics, no Niger Foundation Hospital, no Royal Hospital, no Annunciation Hospital Emene e no Ntasi Obi Ndi no n'afufu Hospital trans-Ekulu, Enugu.

## Personalidades
A escritora Chimamanda Ngozi Adichie nasceu em Enugu em 1977. Suas obras foram traduzida em mais de 30 línguas e entre os livros que escreveu estão os romances Hibisco Roxo (2011) e Americanah (2014).
ADr. Alban (Alban Nwapa), o autor do dance hit "It's my life," nasceu em Enugu a 26 de Agosto de 1957.
O jogador de futebol americano Christian Okoye nasceu igualmente em Enugu.